# John Sutton
John Sutton, född Eugene Osmond Stephen Congdon, den 22 oktober 1908 i Rawalpindi, Punjab i Brittiska Indien, död 10 juli 1963 i Cannes, var en brittisk skådespelare. Sutton medverkade i filmer som Den osynlige mannens återkomst (1940), Jane Eyre (1943) och De tre musketörerna (1948). 

## Filmografi i urval
- 1936 – Prinsessan Olga av Sverige
- 1936 – Den siste mohikanen
- 1937 – Bulldog Drummond på villospår
- 1937 – Bulldog Drummonds stora kupp
- 1938 – Sjörövarnas konung
- 1938 – Robin Hoods äventyr
- 1939 – Bulldog Drummonds äventyrliga vigsel
- 1939 – Elisabeth och Essex
- 1940 – Den osynlige mannens återkomst
- 1940 – Slaghöken
- 1941 – En yankee flyger till London
- 1942 – Vackra Sally
- 1942 – Tio gentlemän från West Point
- 1942 – Flygets käcka gossar
- 1943 – Jane Eyre
- 1944 – Timmen före gryningen
- 1948 – Casanovas äventyr
- 1948 – De tre musketörerna
- 1949 – Solfjädern
- 1949 – Bagdad
- 1951 – David och Batseba
- 1952 – Kusin Rachel
- 1961 – Rawhide (TV-serie)
- 1961 – Perry Mason (TV-serie)